# Parafia św. Mikołaja w Łabiszynie
Parafia św. Mikołaja w Łabiszynie – parafia rzymskokatolicka w dekanacie Łabiszyn, diecezji bydgoskiej.

## Historia
Parafia erygowana na przełomie XI i XII wieku.
Kościół św. Mikołaja powstał w 1594 r. jako drewniany zbór kalwiński. W 1627 r. wojewoda kaliski Jan Opaliński zamienił go na kościół rzymskokatolicki św. Tomasza. Przed 1660 rokiem kościół objęli franciszkanie reformaci z Pakości. W XVII–XVIII wieku kościół dwa razy spłonął, odbudowano go w 1724 r. W 1818 roku nastąpiła kasata klasztoru, a w jego budynku umieszczono plebanię i szkołę katolicką.
Na przykościelnym cmentarzu znajduje się grobowiec pułkownika Władysława Mielęckiego (26-letniego dowódcy powstania styczniowego), Erazma Rykaczewskiego (filozofa, twórcy „Dokładnego słownika polsko-angielskiego” z poł. XIX w.), oraz groby powstańców z 1864 roku i lat 1918–1919.
Do parafii należą wierni z następujących miejscowości: Antoniewo, Augustowo, Nowe Dąbie, Jeżewice, Jeżewo, Kania, Łabiszyn (część), Łabiszyn Wieś, Obórznia, Ojrzanowo, Smogorzewo i Zdzierska.